# Nieuw Zomerzorg
Nieuw Zomerzorg is een woonhuis met een aangebouwde bollenschuur op de hoek van de Heereweg en de Zwanendreef in de Nederlandse plaats Lisse. Sinds 2000 staat het gebouw ingeschreven in het rijksmonumentenregister. 

## Historie
Het pand werd in 1891 gebouwd in opdracht van de bloembollenkweker S.P. ten Kate. In 1899 vond een vergroting van de voorzijde van het huis plaats, naar een ontwerp van Antoon J. Salm, Haarlems architect. Zevenendertig jaar later werd de straat Zwanendreef aangelegd, welke evenwijdig aan de linker lansgevel liep. De werkmanswoning die bij het bedrijf hoorde werd gesloopt. Kenmerkend van Nieuw Zomerzorg is de eclecticisme verwante bouwstijl. De bollenschuur, die aan het woonhuis is gebouwd, heeft sinds 1980 geen bedrijfsfunctie meer. Rondom de voortuin bevindt zich een erfscheiding met ijzeren spijlenhekken op een gemetselde voet. In de tuin zijn twee rode beuken geplant. Aan het woonhuis is een bollenschuur gebouwd. De bollenschuur ligt onder een met bouletpannen gedekte zadeldak en is minder hoog dan het woonhuis.
Het gebouw is opgetrokken vanuit een rechthoekige plattegrond. Het bestaat uit een woonhuis met verdieping en bollenschuur met twee bouwlagen. De bollenschuur is minder hoog dan het woonhuis. De voorgevel van het pand bestaat uit vijf vensterassen. Het middendeel boven de kap is uitgebouwd en drie assen breed. Door de hoeklisenen met lichte accenten wordt er nadruk gelegd op het middendeel.

## Afbeeldingen

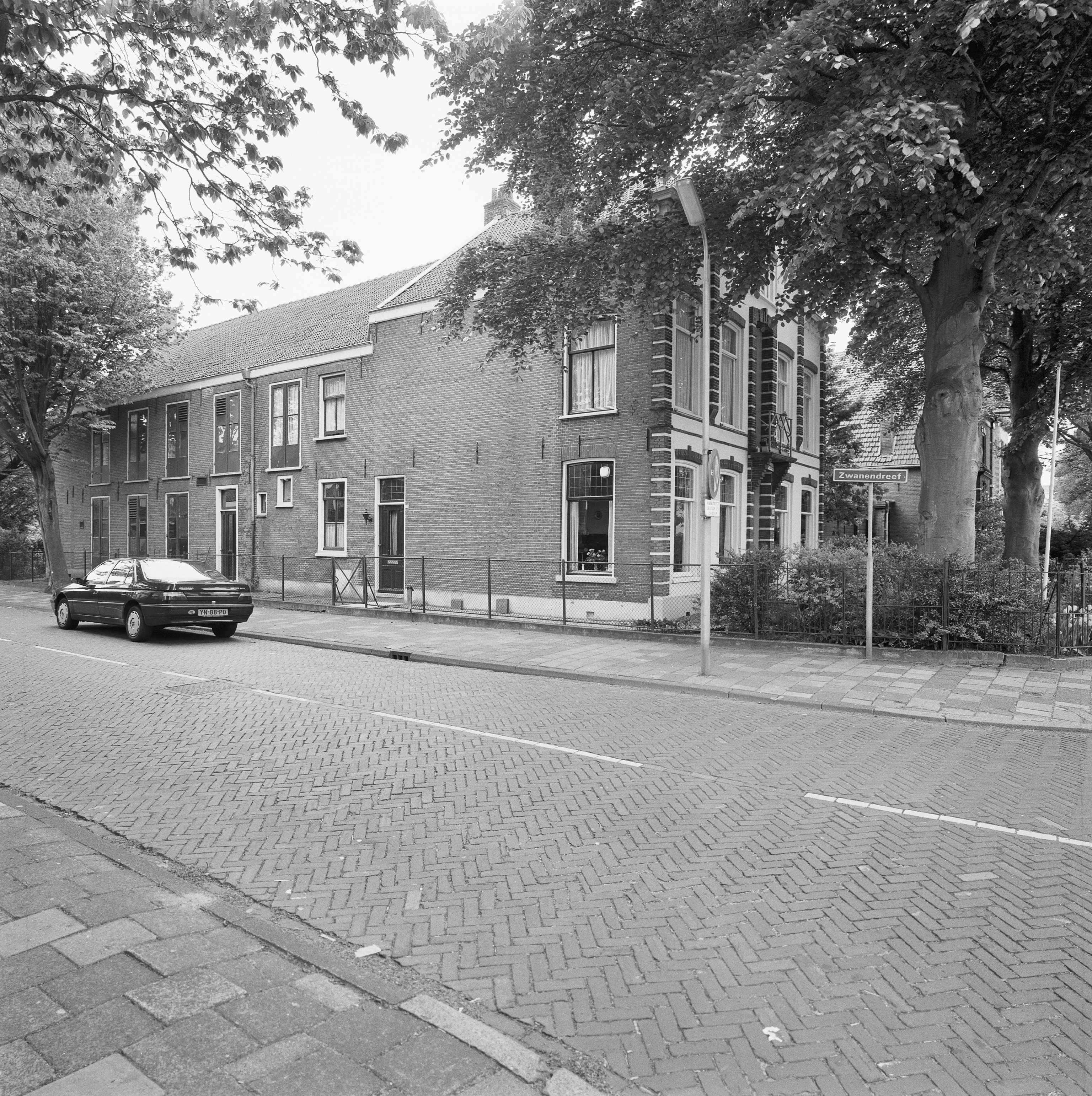
Linker zijgevel (mei 1994)
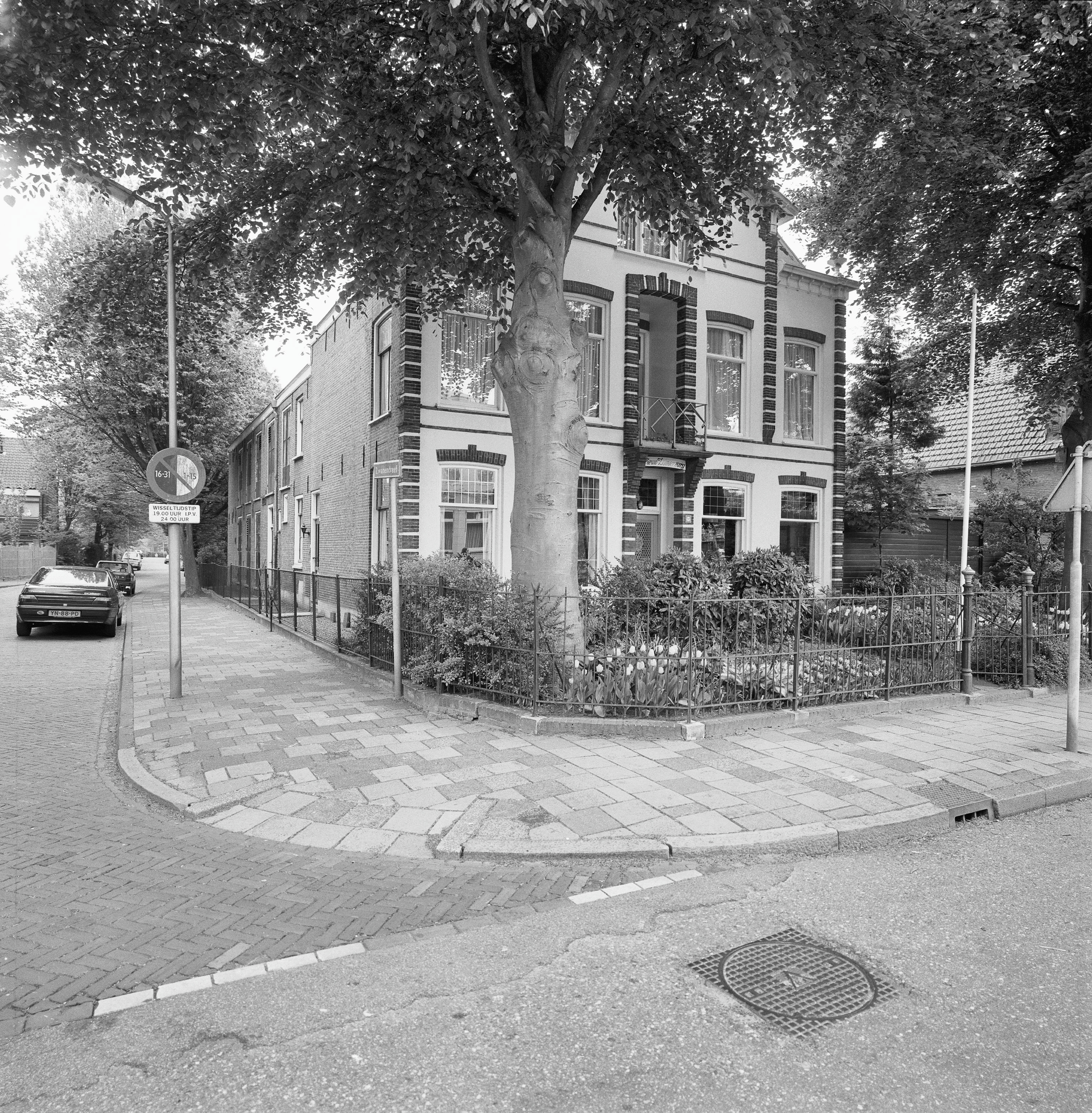
Voorgevel (mei 1994)